# Xu Xing
Xu Xing (chiń. 徐星; pinyin Xú Xīng; ur. 1969 w regionie Xinjiang w Chinach) – chiński paleontolog specjalizujący się w badaniu dinozaurów, zajmujący się głównie pochodzeniem i ewolucją ptaków.
Od 1999 do 2006 opisał 24 nowe gatunki, co sytuuje go na pierwszym miejscu spośród wszystkich paleontologów pod względem liczby nazwanych gatunków w przeliczeniu na rok. Ponadto bardzo niewiele z nich zostało później unieważnionych. Według Petera Dodsona Xu, dzięki pracom na najbogatszym złożu skamieniałości dinozaurów na świecie w okolicach miasta Zhucheng, znalazł więcej szczątków tych gadów, niż ktokolwiek inny w całej historii paleontologii.
Xu nie planował zostać paleontologiem – chciał studiować ekonomię na Uniwersytecie Pekińskim, jednak z nieznanych sobie powodów został zmuszony do studiowania paleontologii. Uzyskał tytuł doktora nauk oraz wiele chińskich nagród i odznaczeń. Pracuje w Instytucie Paleontologii Kręgowców i Paleoantropologii w Pekinie.

## Niektóre taksony nazwane przez Xu
| Nazwa              | Rok    | Status          | Współautorzy                                              | Współautorzy                                         | Uwagi                     | Grafiki |
| ------------------ | ------ | --------------- | --------------------------------------------------------- | ---------------------------------------------------- | ------------------------- | ------- |
| - Anchiornis       | - 2009 | Ważny           | - Mark Norell - Corwin Sullivan - David Hone - Han Fenglu | - Zhao Qi - Gregory Erickson - Wang Xiaolin - Guo Yu |                           |         |
| - Archaeovolans    | - 2002 | Młodszy synonim |                                                           |                                                      | Młodszy synonim Yanornis. |         |
| - Beipiaosaurus    | - 1999 | Ważny           |                                                           |                                                      |                           |         |
| - Chaoyangsaurus   | - 1999 | Ważny           |                                                           |                                                      |                           |         |
| - Dilong           | - 2004 | Ważny           | - Mark Norell - Kuang X. - Wang X.                        | - Zhao Qi - Jia C.                                   |                           |         |
| - Erliansaurus     | - 2002 | Ważny           |                                                           |                                                      |                           |         |
| - Epidexipteryx    | - 2008 | Ważny           | - Zhang F. - Zhou Z.                                      | - Wang X. - Corwin Sullivan                          |                           |         |
| - Eshanosaurus     | - 2001 | Ważny           |                                                           |                                                      |                           |         |
| - Gigantoraptor    | - 2007 | Ważny           |                                                           |                                                      |                           |         |
| - Graciliraptor    | - 2004 | Ważny           | - Wang X.                                                 |                                                      |                           |         |
| - Guanlong         | - 2006 | Ważny           |                                                           |                                                      |                           |         |
| - Hongshanosaurus  | - 2003 | Ważny           |                                                           |                                                      |                           |         |
| - Incisivosaurus   | - 2000 | Ważny           |                                                           |                                                      |                           |         |
| - Jeholosaurus     | - 2000 | Ważny           |                                                           |                                                      |                           |         |
| - Jinzhousaurus    | - 2001 | Ważny           |                                                           |                                                      |                           |         |
| - Liaoceratops     | - 2002 | Ważny           |                                                           |                                                      |                           |         |
| - Liaoningosaurus  | - 2001 | Ważny           |                                                           |                                                      |                           |         |
| - Limusaurus       | - 2009 | Ważny           |                                                           |                                                      |                           |         |
| - Mei              | - 2004 | Ważny           | - Mark Norell                                             |                                                      |                           |         |
| - Microraptor      | - 2000 | Ważny           |                                                           |                                                      |                           |         |
| - Nanningosaurus   | - 2007 | Ważny           | - Mo J. - Zhao Z.                                         | - Wang W.                                            |                           |         |
| - Nanyangosaurus   | - 2000 | Ważny           |                                                           |                                                      |                           |         |
| - Neimongosaurus   | - 2001 | Ważny           |                                                           |                                                      |                           |         |
| - Pedopenna        | - 2005 | Ważny           |                                                           |                                                      |                           |         |
| - Qingxiusaurus    | - 2008 | Ważny           |                                                           |                                                      |                           |         |
| - Shaochilong      | - 2009 | Ważny           |                                                           |                                                      |                           |         |
| - Sinornithosaurus | - 1999 | Ważny           |                                                           |                                                      |                           |         |
| - Sinovenator      | - 2002 | Ważny           |                                                           |                                                      |                           |         |
| - Sinusonasus      | - 2004 | Ważny           | - Wang X.                                                 |                                                      |                           |         |
| - Sonidosaurus     | - 2006 | Ważny           |                                                           |                                                      |                           |         |
| - Tianyulong       | - 2009 | Ważny           |                                                           |                                                      |                           |         |
| - Tianyuraptor     | - 2009 | Ważny           |                                                           |                                                      |                           |         |
| - Xinjiangovenator | - 2005 | Ważny           |                                                           |                                                      |                           |         |
| - Yinlong          | - 2006 | Ważny           |                                                           |                                                      |                           |         |
| - Yixianosaurus    | - 2003 | Ważny           |                                                           |                                                      |                           |         |